# Strategia życiowa
Strategia życiowa, strategia rozrodcza – uwarunkowany genetycznie zespół cech osobniczych, umożliwiający danemu gatunkowi przetrwanie. 
Każdy gatunek posiada własną strategię, generalnie mówi się jednak o dwóch typach (r i K).
- Jeżeli przedstawiciele gatunku stosują strategię r, osobniki wydają liczne potomstwo, lecz występuje zwykle duża umieralność wśród osobników młodych. Tak więc wieku reprodukcyjnego dożywa zaledwie niewielki procent najsilniejszych jednostek. Strategia jest stosowana przez większość zwierząt takich jak owady, ryby, czy płazy (zob. krzywa przeżywalności).
- Strategia K opiera się na wydawaniu małej liczby potomstwa, otaczanego troskliwą opieką (zob. inwestycje rodzicielskie). Większość młodych osobników dożywa wieku reprodukcyjnego i wydaje na świat kolejne pokolenia. Tę strategię stosują przede wszystkim ptaki i ssaki.

Typ strategii pozostaje bez wpływu na maksymalną długość życia osobników gatunku ją stosującego: na przykład wśród ryb z rodzaju Acipenser, stosujących strategię r, niektóre osobniki dożywają około stu lat, czyli mniej więcej tyle, co niektórzy ludzie – przedstawiciele gatunku stosującego strategię K.